# Я (кана)
や в хирагане и ヤ в катакане — символы японской каны, используемые для записи ровно одной моры. В системе Поливанова записывается кириллицей: «я», в международном фонетическом алфавите звучание записывается: [ja]. В современном японском языке находится на тридцать шестом месте в годзюоне.

## Происхождение
や и ヤ появились в результате упрощённого написания кандзи 也.

## Написание
|  |  |

## Коды символов вкодировках
- Юникод:
  - や: U+3084,
  - ヤ: U+30E4.